# Jean L'Echelle
Jean L'Echelle, francoski general, * 1760, † 1793.